# Báč
Báč (bis 1948 slowakisch „Bačfa“; ungarisch Bacsfa – bis zum 19. Jahrhundert Bácsfal) ist eine Gemeinde im Südwesten der Slowakei mit 553 Einwohnern (Stand 31. Dezember 2024). Sie gehört zum Okres Dunajská Streda, einem Teil des Trnavský kraj.

## Geographie

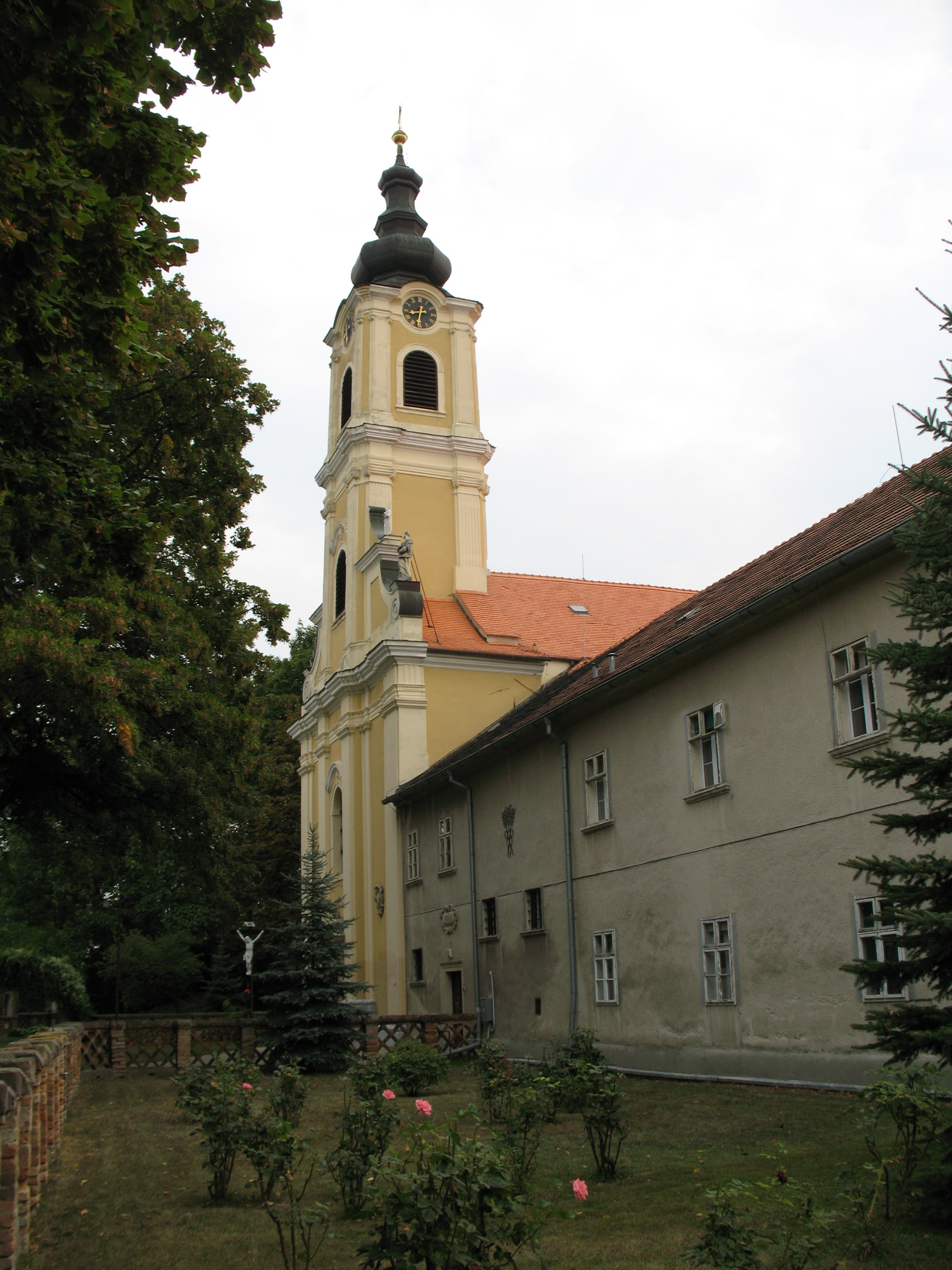
Antoniuskirche und Teil des Klosters

Die Gemeinde befindet sich im slowakischen Donautiefland auf der Flussinsel Žitný ostrov, unweit des Kanals des Donau-Wasserkraftwerks Gabčíkovo. Das Ortszentrum liegt auf einer Höhe von 123 m n.m. und ist 18 Kilometer von Dunajská Streda sowie 30 Kilometer von Bratislava entfernt.

## Geschichte
Der Ort wurde zum ersten Mal 1205 schriftlich erwähnt und wurde 1319 als Bachfolua geführt. Der Name bedeutet „Siedlung von Bács“ und wurde im Laufe der Jahrhunderte ins kürzere Bacsfa umgewandelt. Die bedeutendsten Gutsherren waren sogenannte Prädialisten, Edelmänner des Erzbistums Gran. Zur Gemeinde gehören auch die längst eingemeindeten Orte Svätý Anton (ungarisch Szentantal, deutsch Sankt Antoni) und Svätý Jur (ungarisch Szent-György-Úr).
Bis 1919 gehörte der im Komitat Pressburg liegende Ort zum Königreich Ungarn und kam danach zur Tschechoslowakei bzw. heute Slowakei. Auf Grund des Ersten Wiener Schiedsspruchs lag er 1938–45 noch einmal in Ungarn.

## Bevölkerung
| Jahr                | 1994 | 2004    | 2014    | 2024    |
| ------------------- | ---- | ------- | ------- | ------- |
| Anzahl der Personen | 580  | 526     | 552     | 553     |
| Unterschied         |      | −9,31 % | +4,94 % | +0,18 % |

| Jahr                | 2023 | 2024    |
| ------------------- | ---- | ------- |
| Anzahl der Personen | 552  | 553     |
| Unterschied         |      | +0,18 % |

Ergebnisse nach der Volkszählung 2001 (566 Einwohner):
| Nach Ethnie: - 62,72 % Magyaren - 36,22 % Slowaken - 0,18 % Tschechen - 0,18 % Ukrainer | Nach Konfession: - 92,58 % römisch-katholisch - 3,36 % konfessionslos - 1,41 % evangelisch - 0,53 % keine Angabe |

## Sehenswürdigkeiten
- römisch-katholische Antoniuskirche aus dem Jahr 1677
- Landschloss des Geschlechts Apponyi im klassizistischen Stil aus dem 19. Jahrhundert
- Gebäude des Franziskanerklosters im frühbarocken Stil